# Konstantin Georgievič Paustovskij
Konstantin Georgievič Paustovskij (in russo Константин Георгиевич Паустовский?; Mosca, 31 maggio 1892 (c.g. 19 maggio) – Mosca, 14 luglio 1968) è stato uno scrittore sovietico nominato per il premio Nobel per la letteratura nel 1965, poi assegnato a Michail Aleksandrovič Šolochov.
Si dedicò ai più svariati mestieri, compreso quello di giornalista. Nel 1911 pubblicò alcuni racconti e fra il 1916 e il 1923 scrisse I romantici, romanzo dove è ben visibile l'amore per la natura e per la vita. Diede alle sue principali opere un certo vigore espressivo, soprattutto nel realismo delle situazioni narrate; inoltre questa sua prima produzione, fino al 1935, risente di un profondo amore per la natura da parte di Paustovskij, amore che risente dell'influenza di scrittori come Aleksandr Grin e Isaak Babel.
Dopo il 1935 affinerà il proprio linguaggio e maturerà uno stile più essenziale che lo rese famoso anche fra i suoi contemporanei. Le opere di questo periodo rivelano una ricchezza del popolo russo contemporaneo non presente in altri autori del XX secolo in modo altrettanto vivo. Paustovskij è stato anche autore di opere di critica, drammi, fiabe e di un libro su tematiche artistico-letterarie, La rosa d'oro.

## Biografia
Konstantin Paustovskij nacque a Mosca. Suo padre era un impiegato delle ferrovie, e era un "inguaribile romantico e protestante". Sua madre proveniva da una famiglia borghese polacca. Aveva anche origini ucraine e turche.
Konstantin Paustovskij nacque all'epoca dell'Impero Russo, e trascorse la giovinezza parte in campagna e parte a Kiev. Compì studi classici al ginnasio di Kiev, dove fu compagno dello scrittore Michail Bulgakov. Quando ancora era uno studente, il padre di Paustovskij lasciò la famiglia, così il figlio fu costretto a sostenersi dando ripetizioni private. Nel 1912 si iscrisse alla facoltà di Storia Naturale dell'Università di Kiev, ma nel 1914 decise di trasferirsi all'università di Mosca, dove compì studi di Giurisprudenza fino allo scoppio della Prima Guerra Mondiale.
All'inizio della guerra, Paustovskij lavorò come carrellista, in seguito fu paramedico su un treno ospedaliero che si muoveva tra Russia, Bielorussia e Polonia. Dopo che due suoi fratelli morirono al fronte, tornò a Mosca per accudire sua madre. Dopo pochi mesi, tuttavia, lasciò nuovamente Mosca e iniziò a girovagare per la Russia facendo svariati lavori - fu operaio a Yekaterinoslav e a Taganrog.
Mentre lavorava in una cooperativa a Taganrog intraprese la scrittura del suo primo romanzo "Романтики" (I Romantici), che fu pubblicato solo nel 1935. L'ispirazione dell'opera è tratta dalle sue esperienze giovanili, ad esempio, uno dei protagonisti, il vecchio Oscar, è un artista che per tutta la vita ha cercato di non svendere il proprio lavoro. Concetto essenziale dell'opera è il destino dell'artista che lotta per non lasciarsi sopraffare dalla solitudine.

## Poetica
Paustovskij incominciò a scrivere quando era ancora al Ginnasio. Le sue prime opere furono poesie, ma si dedicò alla prosa dopo una lettera ricevuta dallo scrittore Ivan Bunin ("Ritengo che la tua sfera, la tua vera poetica, sia la prosa. Sono sicuro che qui, se sarai abbastanza determinato, potrai ottenere risultati significativi"). I suoi primi racconti  furono pubblicati tra il 1911 e il 1912, mentre durante la Prima Guerra Mondiale scrisse resoconti e bozzi della vita al fronte. Il suo primo romanzo, Morskiye Nabroski ("Scene del mare") fu pubblicato nel 1925, ma ricevette scarsa attenzione. Nel 1927 pubblicò Minetoza e in seguito Blistaiushie Oblaka ("Nuvole luccicanti"). I suoi primi testi sono influenzati dalle opere di Grin e dalla cosiddetta "Scuola di Odessa" (Isaac Babel, Valentin Kataev, Jurij Olesha).
Negli anni Trenta Paustovskij visitò molte fabbriche e grandi cantieri e scrisse brani che lodavano la trasformazione industriale del paese. In questo periodo scrisse le opere Kara Bugaz e Kolkhida; il primo (1935) trae spunto dall'esplorazione della regione della Baia di Kara Bugaz e si svolge in un arco di tempo di circa ottant'anni, fino a quando un gruppo di Guardie Rosse viene abbandonato lì durante la Guerra Civile. Alcune Guardie riescono a sopravvivere e vengono tratte in salvo da un esploratore, e decidono infino di restare sull'isola al fine di studiare strategie per renderla più sviluppata.
Il romanzo del 1938 Severnaya Povest ("Racconto del Nord") tratta un altro importante tema storico: la rivolta antizarista dei decabristi a San Pietroburgo. Due giovani rivoltosi (un ufficiale ferito e un marinaio) cercano di scappare in Svezia a piedi, sfruttando la gelata dello Stretto, ma vengono catturati.
L'amore per la natura russa emerge nel romanzo Letniye Dni ("Giorni d'estate") e si afferma come un tema fondamentale per la poetica di Paustovskij. Per lo scrittore russo la natura offre all'essere umano un rifugio dalle preoccupazioni e sofferenze quotidiane dove recuperare il proprio equilibrio spirituale.
Durante la Seconda Guerra Mondiale Paustovskij fu corrispondente di guerra dal fronte meridionale. Nel 1943 scrisse la sceneggiatura di Lermontov,film prodotto dallo Studio Gorkij e diret to da Albert Gendelshtein. Nel 1948 scrisse "Racconto dei boschi", romanzo ambientato alla fine dell'Ottocento che vede per protagonista il compositore Petr Ilic Caijkovskij,  il quale, rifugiatosi in mezzo alla natura, cerca l'ispirazione per una nuova sinfonia.
Dal 1948 al 1955 Paustovskij insegnò all'Istituto di Letteratura Maksim Gorkij e cercò di sfruttare la propria fama per ripubblicare opere di autori censurati all'epoca di Stalin.
Nel 1965 il suo nome figurò tra i candidati al Premio Nobel per la Letteratura, ma il premio fu assegnato a Michail Sholokov.
Morì a Mosca il 14 luglio del 1968.

## Opere
- Morskiye Nabroski, 1925
- Minetoza, romanzo, 1927
- Blistaiushchiey Oblaka - Le nubi scintillanti, 1929
- Kara-Bugaz, 1932
- Kolkhida - La Colchide, 1934
- I romantici, 1935
- Mar Nero, 1936
- Severnaya Povest - Una storia del Nord, 1937
- Meshcherskaya Storona - La regione di Meščora, 1939
- Povest o Zhizni - Cronaca di una vita, ciclo di romanzi autobiografico, 1945-1963

Racconti
- Na Vode, 1911
- Chetvero, 1912
- Letniye Dni - Giorni d'estate, 1937

### Edizioni italiane
- Konstantin Paustovskij, Romanzi e racconti (Izbrannye proizvedenija v dvuch tomach), Editori Riuniti, 1984.